# Quercus spinosa
Quercus spinosa David – gatunek rośliny z rodziny bukowatych (Fagaceae Dumort.). Występuje naturalnie w Mjanmie, Chinach (w prowincjach Fujian, Gansu, Kuejczou, Hubei, Hunan, Jiangxi, Shaanxi, Syczuan i Junnan, a także w Tybetańskim Regionie Autonomicznym) oraz na Tajwanie. 

## Morfologia
PokrójZimozielone drzewo dorastające do 6–10 m wysokości.
LiścieBlaszka liściowa ma kształt od eliptycznego do odwrotnie jajowatego. Mierzy 2,5–7 cm długości oraz 1,5–4 cm szerokości, jest całobrzega lub ząbkowana na brzegu, ma nasadę od zaokrąglonej do sercowatej i tępy wierzchołek. Ogonek liściowy jest nagi i ma 1–3 mm długości.
OwoceOrzechy zwane żołędziami o kształcie od jajowatego do elipsoidalnego, dorastają do 12–20 mm długości i 7–13 mm średnicy. Osadzone są pojedynczo w miseczkach w kształcie kubka, które mierzą 4–9 mm długości i 7–15 mm średnicy. Orzechy otulone są miseczkami w 25–50% ich długości.

## Biologia i ekologia
Rośnie w lasach zrzucających liście. Występuje na wysokości od 900 do 3100 m n.p.m. Kwitnie od maja do sierpnia, natomiast owoce dojrzewają od września do grudnia. 

## Zmienność
W obrębie tego gatunku oprócz podgatunku nominatywnego wyróżniono jeden podgatunek:
- Quercus spinosa subsp. miyabei (Hayata) A.Camus